# كورنيش شط العرب
كورنيش شط العرب أو كورنيش البصرة هو أحد أهم المعالم السياحية في العراق والمتكون من شارع وممشى يطل على نهر شط العرب ويقع في محافظة البصرة أقصى جنوب العراق.

## الموقع
يقع شارع الكورنيش في مدينة البصرة ويطل على نهر شط العرب، ويبدأ مسار هذا الشارع من بداية مصب نهر العشار الذي يقع في الجهة الشمالية من شط العرب مروراً فندق البصرة الدولي وكازينو البدر حتى مبنى المستشفى التعليمي منطقة البراضعية في الناحية الجنوبية، ويمتد كورنيش شط العرب لمسافة تصل إلى 3 كيلو متر من شط العرب الذي يبلغ طوله ما يُقارب 204 كيلومتر، ويبلغ عرضه 500 متر -2 كيلو متر.

## الخلفية التاريخية
تكشف الصور التاريخية لمدينة البصرة أن المدينة كانت محاطة بالجدران، بما في ذلك تحصين خاص عند مدخل نهر العشار. وداخل هذه الجدران كانت تقع قلعة جردلان التي بُنيت عام 1677. وفر شط العرب حماية طبيعية إضافية للقلعة، بينما كانت الأراضي المحيطة بها زراعية في المقام الأول. شهدت منطقة الكورنيش تحولات كبيرة بين نهاية الحكم العثماني وبداية الاحتلال البريطاني (1919-1929)، حيث ظهرت أنماط معمارية جديدة ووظائف مختلفة تتناقض بشكل حاد مع النسيج العمراني القديم الأكثر تماسكًا للمدينة. في 4 أغسطس 1940، أكمل المهندس نجيب نوارس تصميم شارع الكورنيش، وبدأت أعمال البناء في عام 1941 بعد أن وافق المجلس البلدي على المشروع وعيّن خبراء لإدارته وتنفيذه.

## اهم معالمه

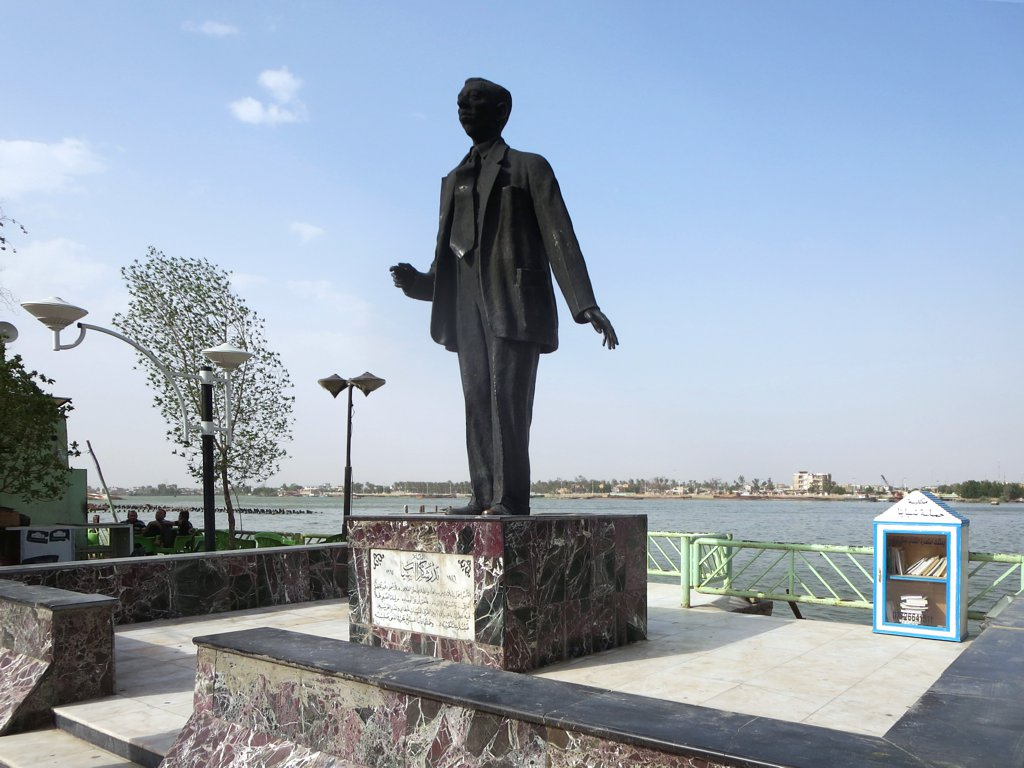
تمثال الشاعر بدر شاكر السياب في الكورنيش

هناك العديد من المعالم الموجودة في شارع كورنيش شط العرب والتي تميزه عن غيره من الشوارع، ومن أهم هذه المعالم تمثال الشاعر العراقي الراحل بدر شاكر السياب، حيثُ وضع هذا التمثال في بداية شارع الكورنيش ليكون علامة فارقة تُميز هذا الشارع، ويرتفع هذا التمثال ما يُقارب 3 متر عن سطح الأرض، وأُفتتح في شارع الكورنيش في عام 1971 على يد الفنان التشكيلي نداء كاظم الذي قام بنحته وتصميمه نداء كاظم، كما نُحت على منصته تعريفاً مختصراً عنه، وبعض أبياته الشعرية.

## الفعاليات
من أهم الفعاليات في شارع الكورنيش ركوب الزوارق المنتشرة على شاطئ شط العرب والتي يمتلكها الصيادون الذين يقومون بعرض هذه الزوارق للزوار للقيام برحلة بحرية إلى أعماق شط العرب، وتنقسم الزوارق الموجودة إلى قسمين فهناك زوارق ذات محركات عادية وهي تتميز بهدوئها و سيرها البطيء وتفضل العائلات عادةً الركوب فيها، أما عن الزوارق ذات المحركات النفاثة فهي سريعة جداً ويفضل ركوبها الشباب لأنها سريعة وأصغر حجماً من الزوارق الأخرى، ويمكن لزوار شارع كورنيش شط العرب في مدينة البصرة الجلوس في المقاعد المنتشرة على طول الشارع للتمتع بمنظر المياه الساحرة والتقاط الصور التذكارية. وايضاً يقوم بعض الأطفال بممارسة رياضة التزحلق(السكيت) في الكورنيش

## اعماره
في مطلع عام 2022 شرعت الجهات المختصة في قسم إدارة المشاريع بديوان محافظة البصرة وبالتعاون مع شركة سهل العراق مطلع العام الحالي بإعادة ترميم وتأهيل كورنيش البصرة على شط العرب بمساحة تمتد من ضفة شط العرب نزولا بمسافة 150 مترا بخط مستقيم بموازنة النهر إلى نهايته وبتكلفة 11 مليار دينار عراقي. حيث شملت اعمال تأهيله تطوير البنى الفوقية بما في ذلك تبليط الأرصفة ووضع الحجر الطبيعي، وتبليط حوض الشارع الخاص بالسيارات عن طريق وضع حجر الفازلت قياس 10x10x10 وهي تقنية حديثة وفعالية جديدة في العراق حيث تقرر أن يكون الشارع الخاص بالسيارات مطبق بحجر الفازلت أسوة بدول الجوار كتركيا والدول التي تمتلك كورنيشا. اضافة الى توسعة رصيف الكورنيش باتجاه مياه شط العرب من أجل أن تكون هناك مساحة كافية وواسعة تكفي لاستيعاب كل العوائل في محافظة البصرة والزائرين كافة.